# Електрохемілюмінесценція
Електрохемілюмінесценція (англ. electrochemiluminescence) — випромінення світла збудженими молекулярними частинками, що генеруються в електродній реакції. Зокрема спостерігається у присутності електрохемілюмінесцентних люмінофорів, наприклад, Ru(bpy)32+. Метод надзвичайно чутливий, дозволяє зафіксувати концентрації емітерів люмінесценції порядку 10−11 моль/л.

## Опис
Електрохемілюмінесценція або електрогенерована хемілюмінесценція (ЕХЛ) — це різновид люмінесценції, що утворюється під час електрохімічних реакцій у розчинах. Під час електрогенерованої хемілюмінесценції електрохімічно генеровані проміжні продукти зазнають високоекзергонічної реакції з утворенням електронно-збудженого стану, який потім випромінює світло після релаксації до стану нижчого рівня. Ця довжина хвилі випромінюваного фотона світла відповідає енергетичному проміжку між названими двома станами
Збудження ЕХЛ може бути викликано енергійними реакціями переносу електронів (окисно-відновними) електрогенерованими речовинами. Таке збудження люмінесценції є формою хемілюмінесценції, коли один/всі реагенти виробляються електрохімічним шляхом на електродах.